# Friedrich Ueberweg

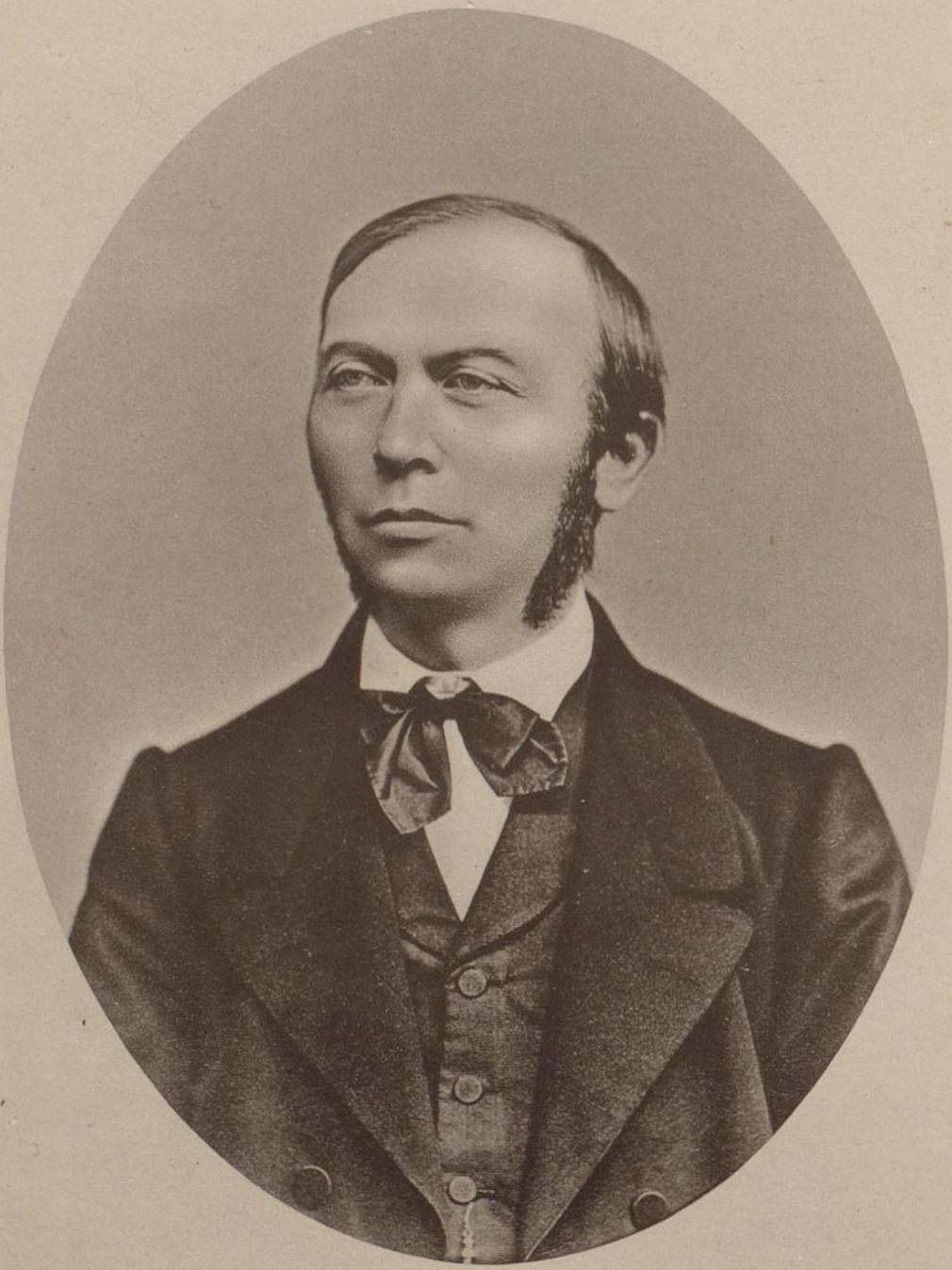
Friedrich Ueberweg

Friedrich Ueberweg (* 22. Januar 1826 in Leichlingen bei Solingen; † 9. Juni 1871 in Königsberg) war ein deutscher Philosoph.

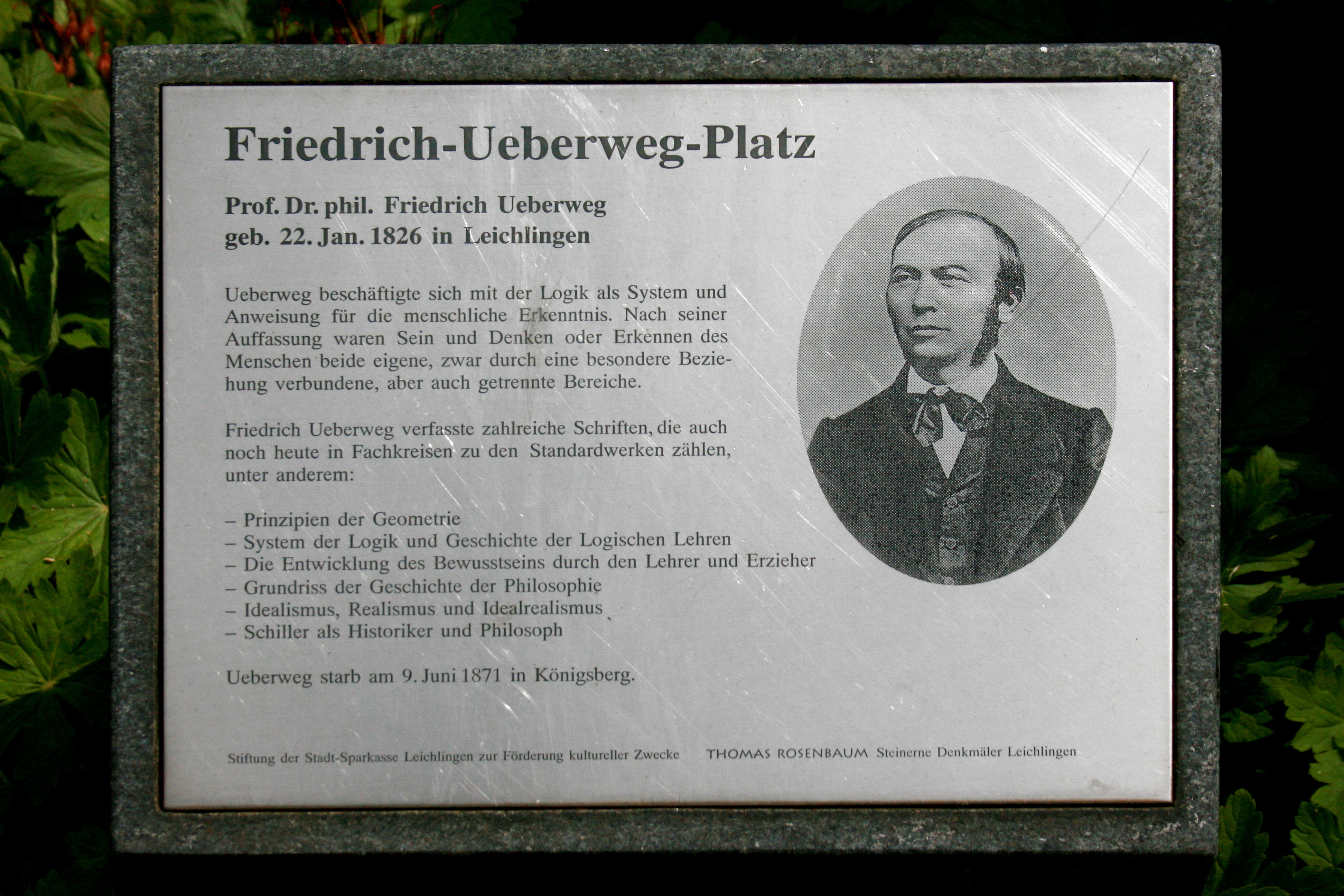
Gedenktafel am Friedrich-Ueberweg-Platz in Leichlingen

## Leben
Ueberweg wurde als Sohn des lutherischen Pfarrers Gottlieb Friedrich Ueberweg geboren. Nach dem Besuch der Gymnasien in Düsseldorf und Elberfeld studierte er an den Universitäten in Göttingen und vor allem in Berlin. 1850 wurde er an der Universität Halle promoviert. Nach Tätigkeiten als Gymnasiallehrer in Dresden, Duisburg und Elberfeld habilitierte er sich 1852 in Bonn und lehrte dort Philosophie als Privatdozent, bevor er 1862 als außerordentlicher Professor an die Universität Königsberg berufen wurde. 1868 wurde er dort zum ordentlichen Professor ernannt.
Ueberweg bekämpfte den Subjektivismus der Kant’schen Philosophie und trat für den Ideal-Realismus Schleiermachers und Trendelenburgs ein, den er vor allem in seinem „System der Logik“ vertrat. Der höchste Gipfel der menschlichen Erkenntnis war für ihn die Idee einer Weltseele.

## Schriften (Auswahl)
Unter seinen Werken hat vor allem der Grundriß der Geschichte der Philosophie (1863–1866) durch die stringente systematische Darstellung und umfassenden bibliografischen Nachweise große Anerkennung und weiteste Verbreitung gefunden.
- De elementis animae mundi Platonicae. (Über die Elemente der platonischen Weltseele), Dissertation, (1850).
- Prinzipien der Geometrie. In: Archiv für Philologie und Pädagogik. 17, 1851, ZDB-ID 220566-x, S. 20–54. (Digitalisat der BSB; auch in französischer Sprache (übers. von Joseph Delboeuf) als Anhang in Joseph Delboeuf: Exposition scientifiques des principes de la géométrie. Desoer, Liege u. a. 1860 (Digitalisat)), Habilitations-Schrift.
- Die Entwickelung des Bewußtseins durch den Lehrer und Erzieher. Mittler, Berlin 1853.
- System der Logik und Geschichte der logischen Lehren. Adolph Marcus, Bonn 1857, 5. Auflage 1882 von Jürgen Bona Meyer verbessert und vermehrt, wurde von Moritz Wilhelm Drobisch als wertvolles Buch zur Geschichte der Logik angesehen.
- Über Idealismus, Realismus und Idealrealismus. (1859).
- Über die Echtheit und Zeitfolge platonischer Schriften. Carl Gerold’s Sohn, Wien 1861 (wurde von der Akademie der Wissenschaften mit einem Preis ausgezeichnet)
- Schiller als Historiker und Philosoph. Carl Reißner, Leipzig 1884 (Nachdruck: VDM Müller, Saarbrücken 2007, ISBN 978-3-8364-2962-7).
- Die Welt- und Lebensanschauung Friedrich Ueberwegs  in seinen gesammelten philosophisch-kritischen Abhandlungen nebst einer biogr.-historischen Einleitung von Moritz Brasch, Leipzig 1889.